# Religii dharmice

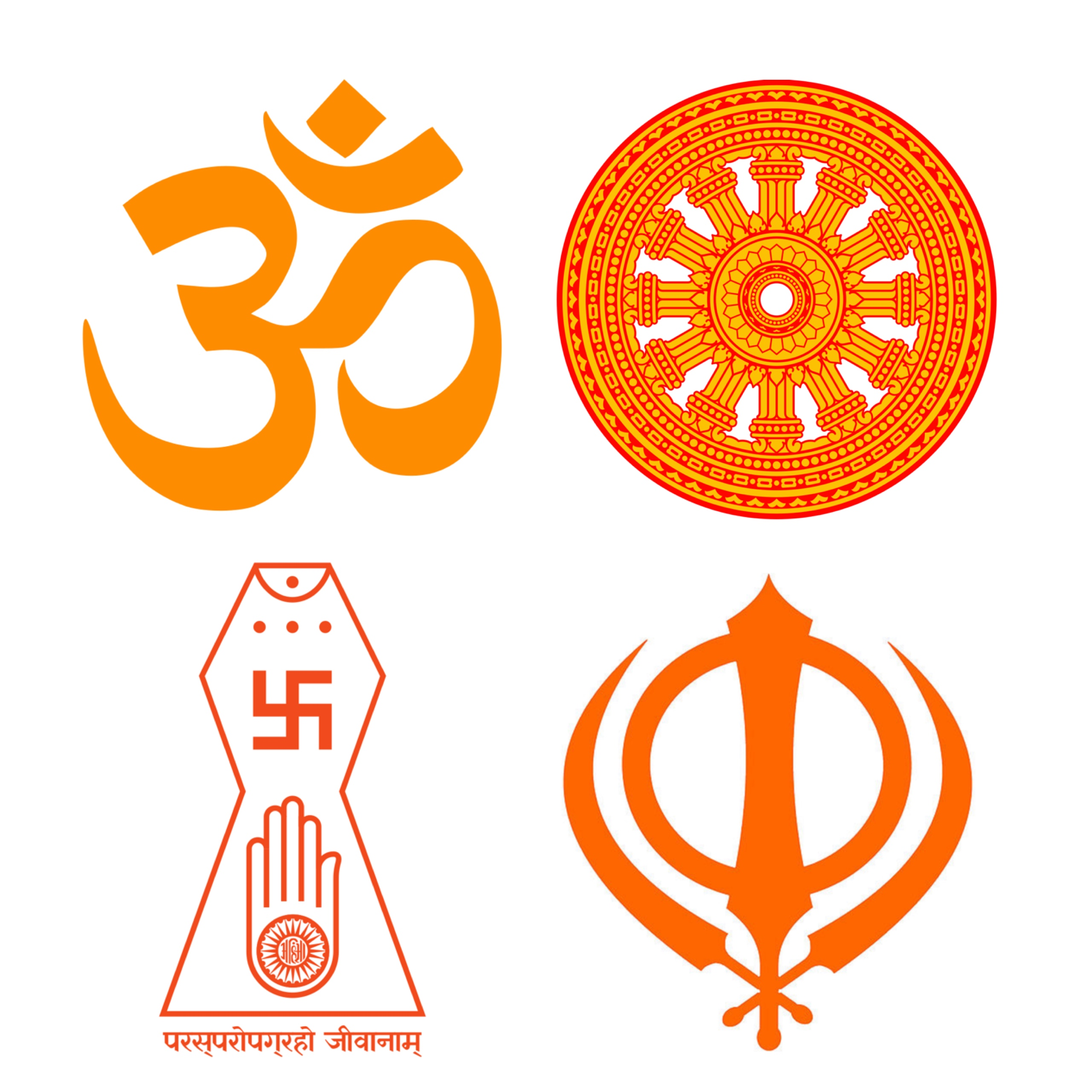
Simbolurile religiilor Dharmice: Om din hinduism, Dharmachakra din budism, Jain Prateek Chihna din jainism și Khanda din sikhism. (de la stânga la dreapta)

Religiile dharmice sunt credințele politeiste care subliniază că originea lor comună este în Subcontinentul Indian și în credința în Dharma (scopul vieții și legea naturală a armoniei în univers). 
Aceste religii dharmice formează una dintre cele trei părți majore din religia comparată, alături de religiile occidentale (Avraamice) și religiile est-asiatice (Taoice).
Religiile dharmice sunt:
- Hinduismul
- Budismul
- Jainismul
- Sikhismul